# Hajnówka (stad)
Hajnówka is een stad in het Poolse woiwodschap Podlachië, gelegen in de powiat Hajnowski. Het is de grootste plaats aan de rand van het Oerbos van Białowieża en wordt vanwege zijn ligging ook wel de «Poort naar het Oerbos van Białowieża» genoemd.

## Algemene informatie
Hajnówka ontstond gedurende het Interbellum en was het onderkomen voor arbeiders uit de houtindustrie. Een aangelegd smalspoornetwerk zorgde voor het transport van gekapte bomen naar de houtzagerij. Het wapen van Hajnówka laat ook zien dat de houtindustrie een belangrijke rol heeft gespeeld. Tegenwoordig is er nog steeds een smalspoorbaan in gebruik. Deze attractie brengt toeristen en andere geïnteresseerden via het Oerbos van Białowieża naar het dorp Topiło. In Hajnówka staat tevens een in brons gegoten standbeeld van een wisent, gelegen voor het stadskantoor.
De dominante kerken in Hajnówka zijn de Rooms-Katholieke Kerk en de oosters-orthodoxe kerken.

## Verkeer en vervoer
Het treinstation in Hajnówka is verbonden met de stad Siedlce.

## Galerij

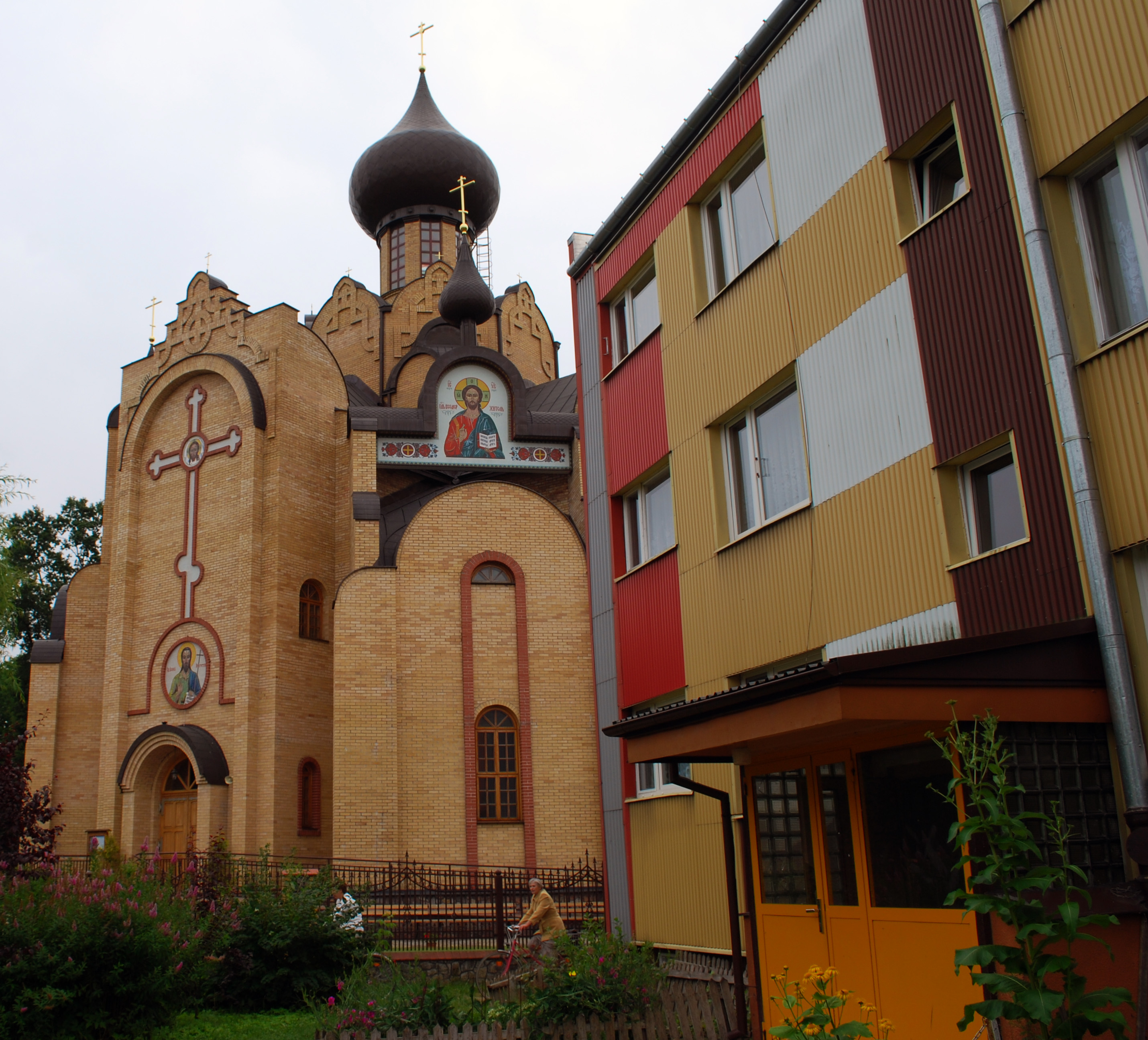
Orthodoxe kerken in Hajnówka.
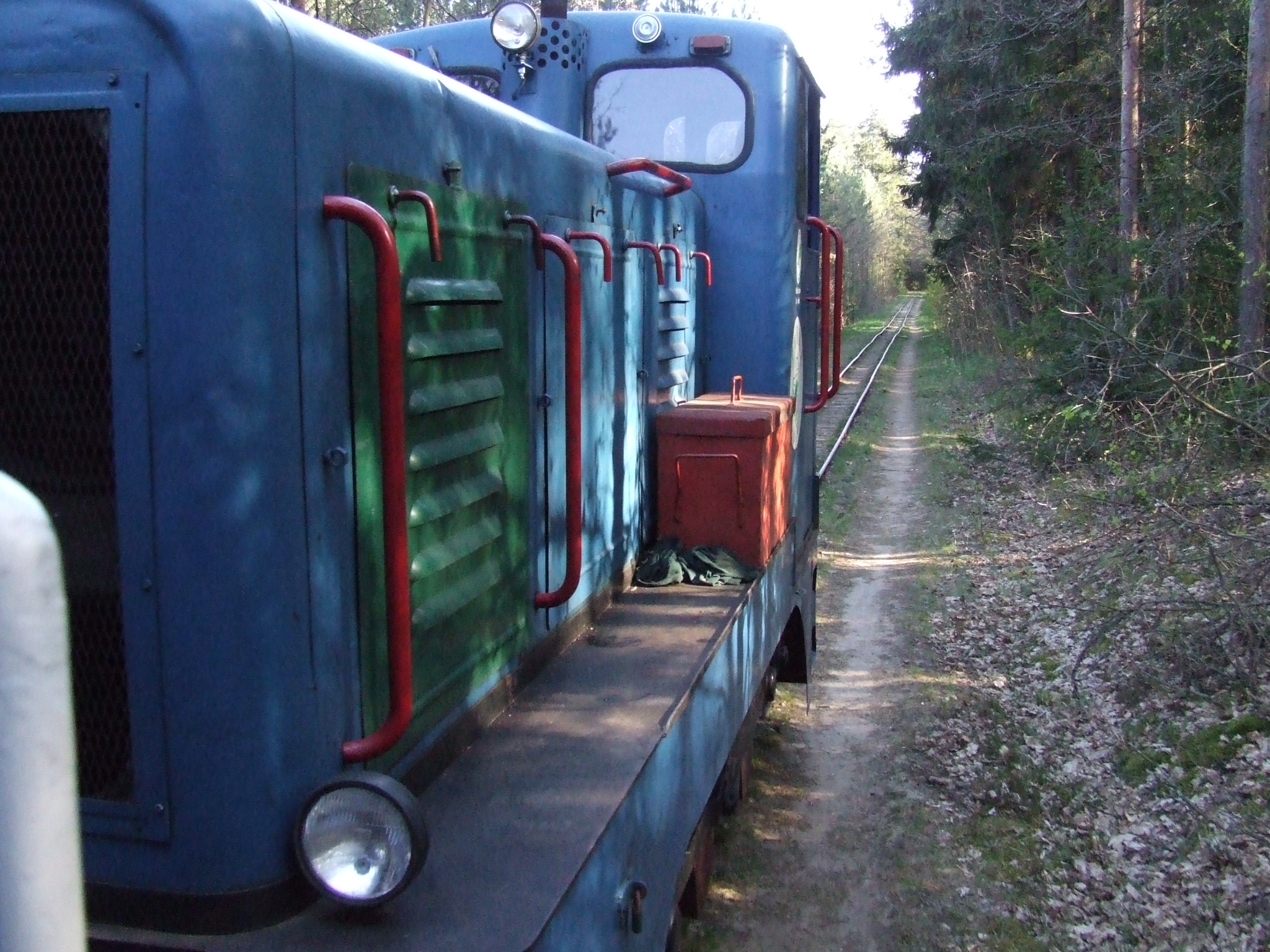
Smalspoorbaan tussen Hajnówka en Topiło.
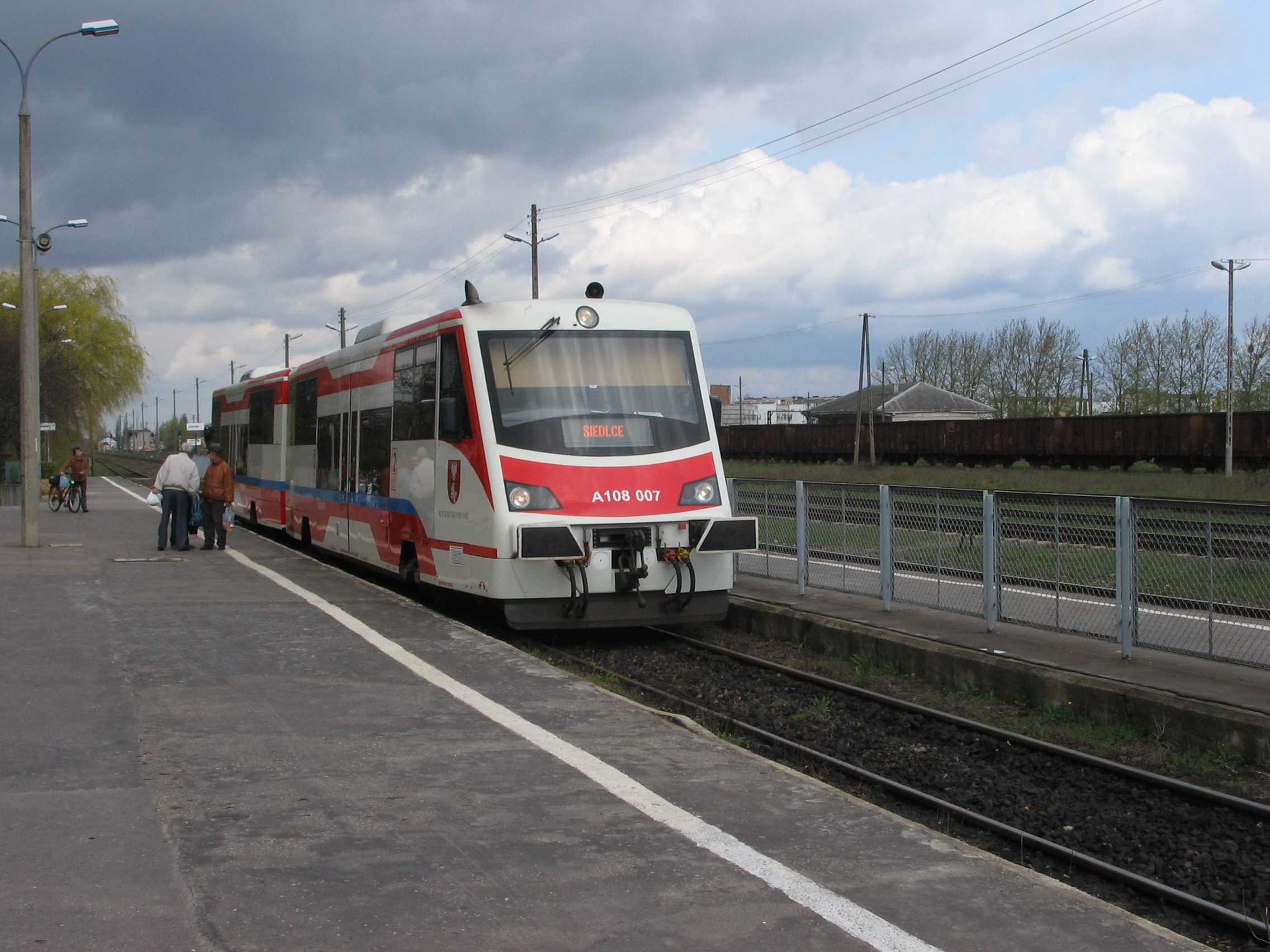
SA108-007 op station Hajnówka, in de richting naar Siedlce.
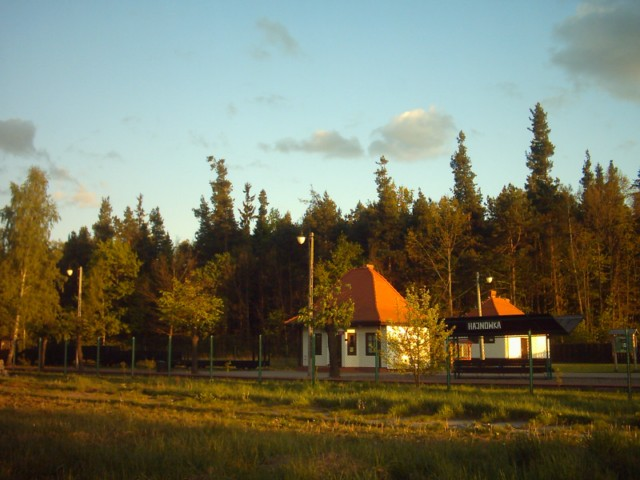
Hajnówka Wąskotorowa.
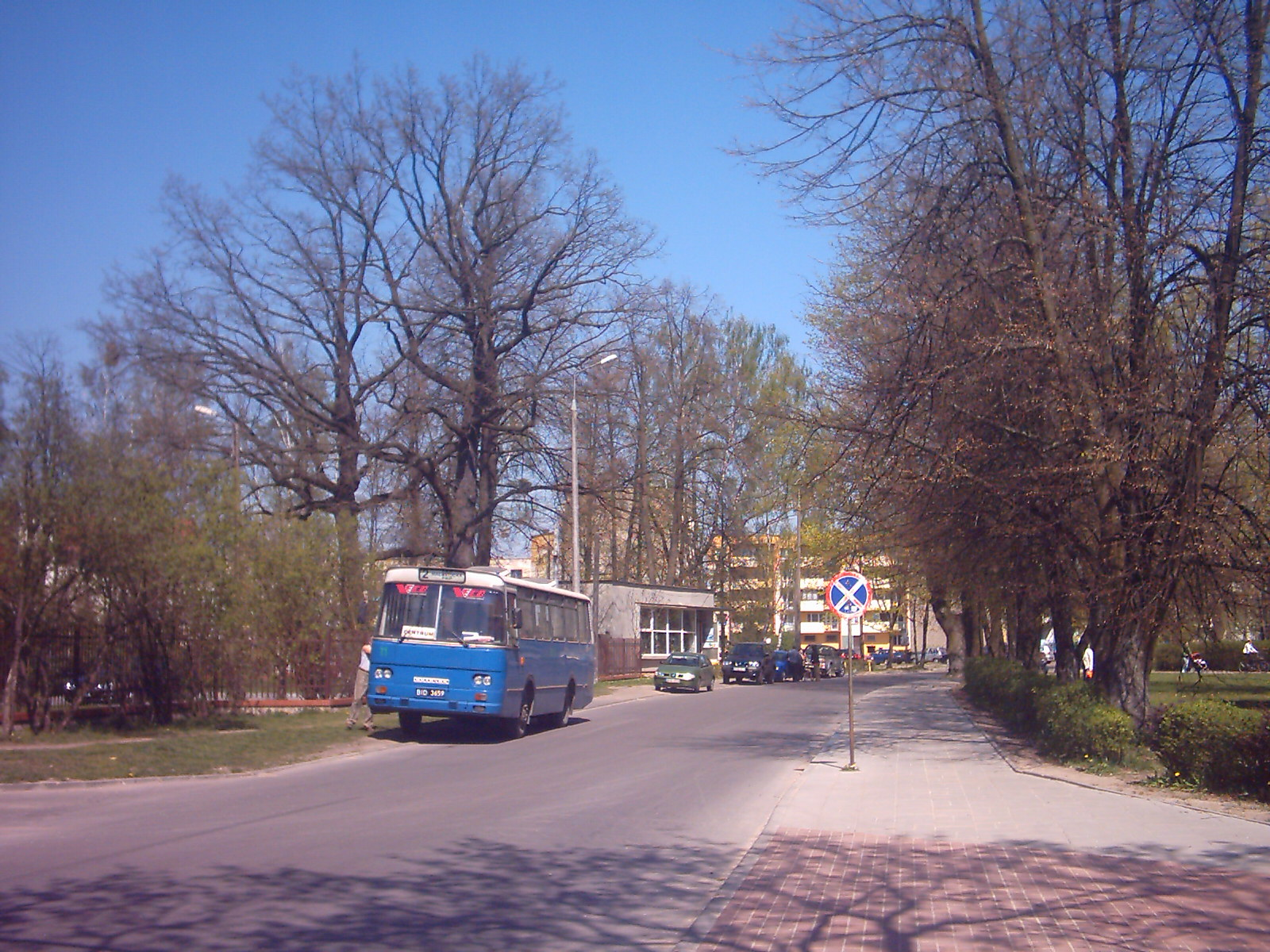
Parkowastraat.
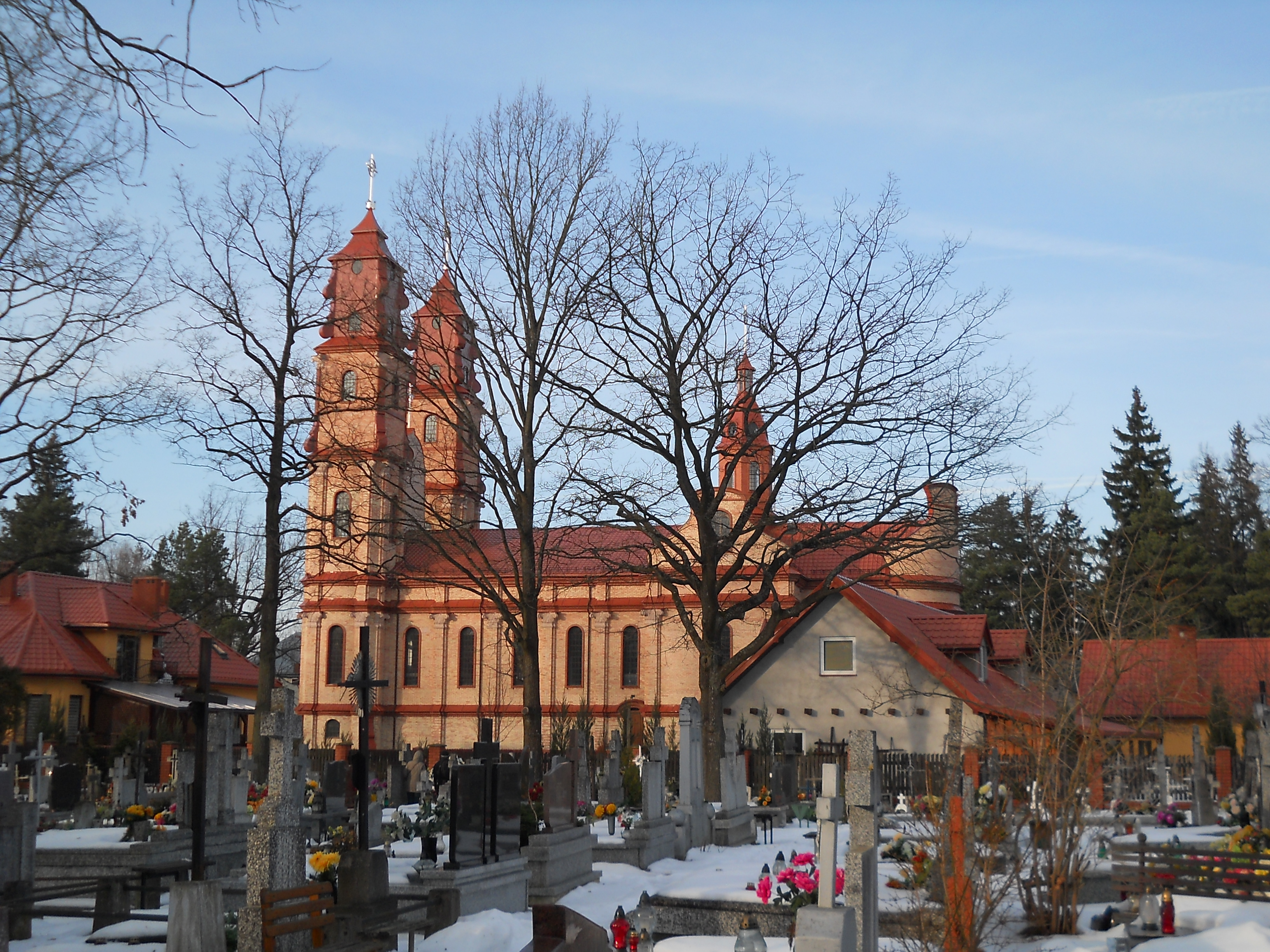
Kerk aan de rand van het Oerbos van Białowieża
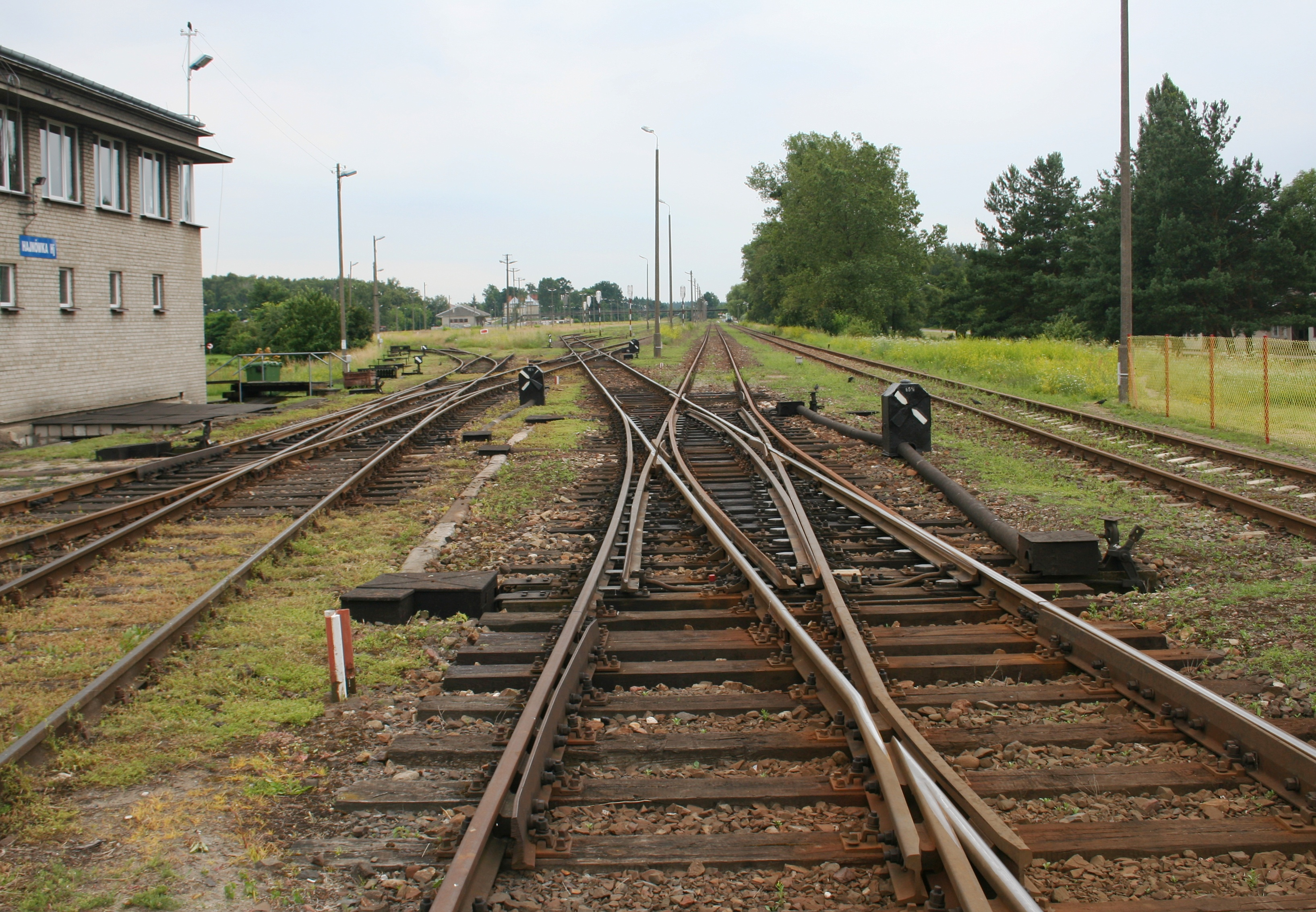
Spoorlijn t.h.v. Hajnówka.
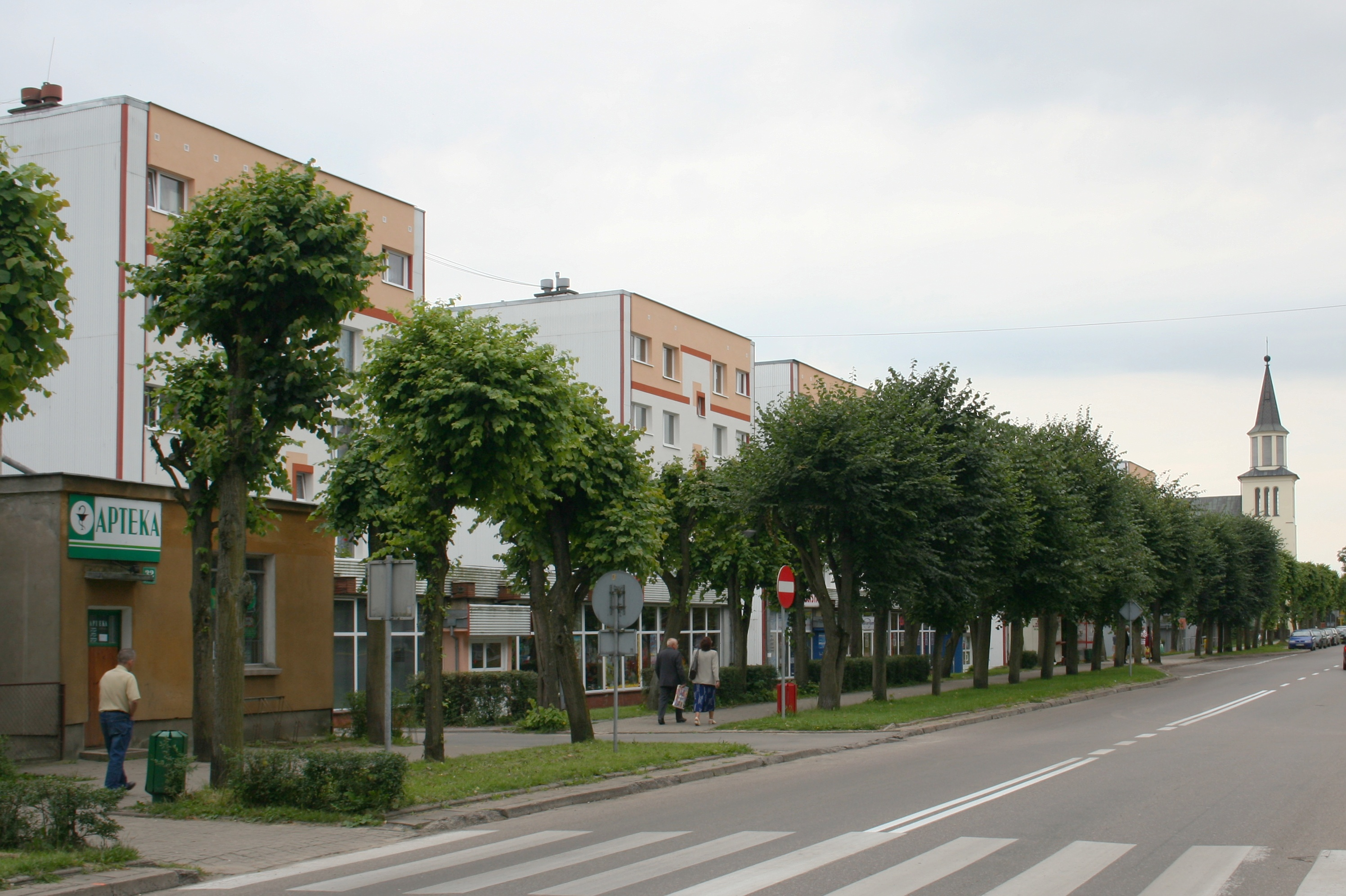
3 Majastraat in Hajnówka.
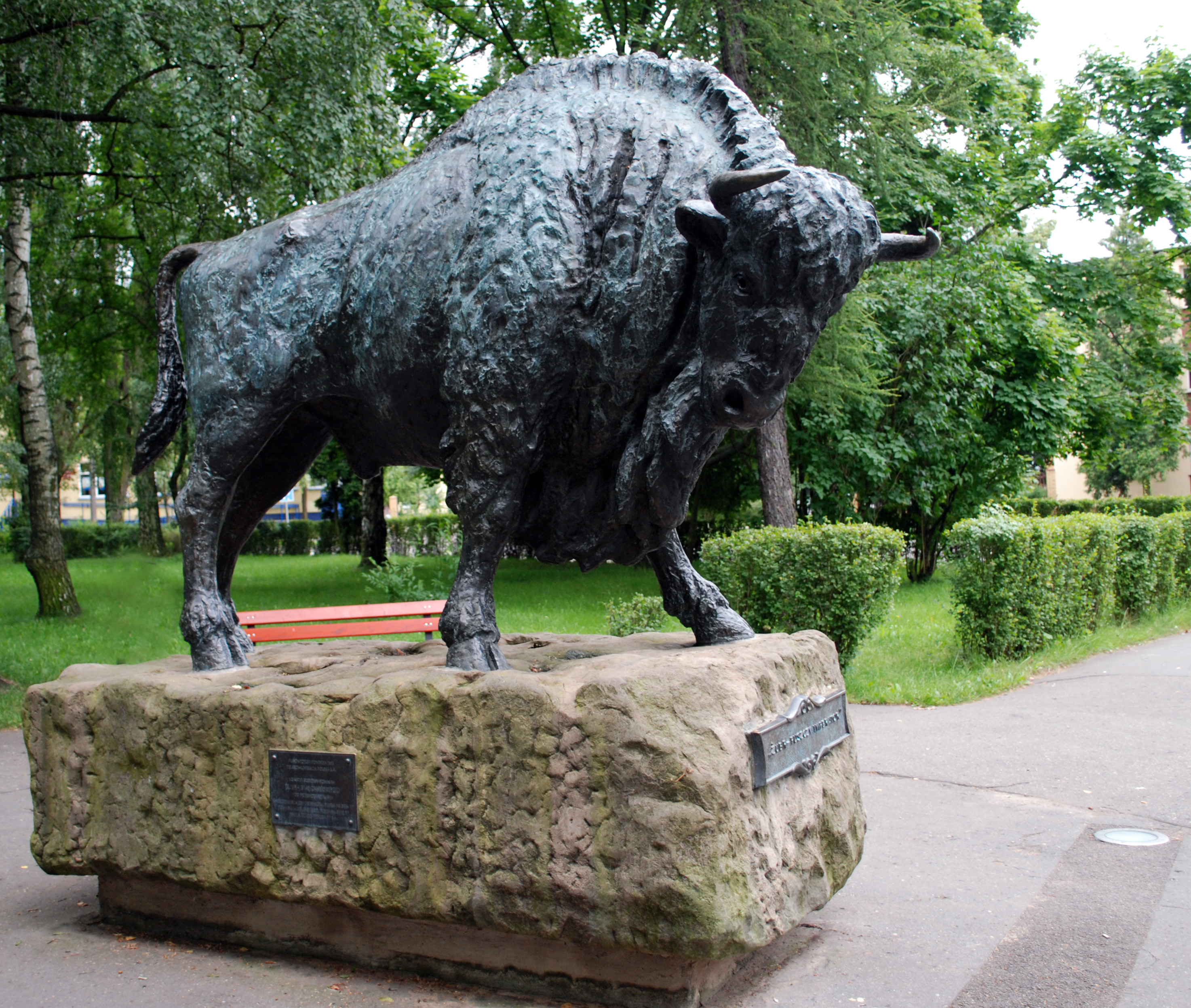
Bronzen standbeeld van een wisent.
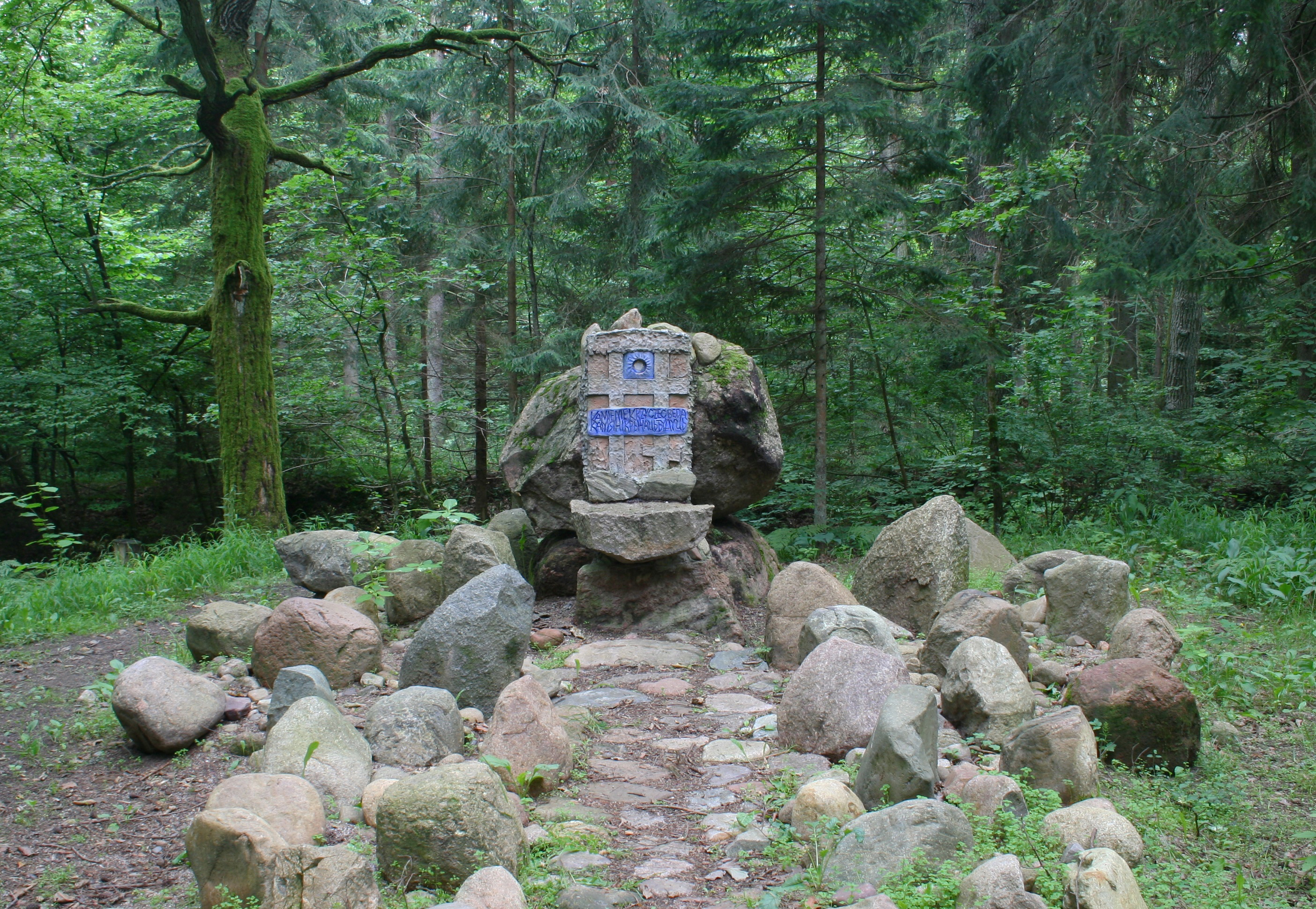
Monument in Hajnówka, aan de rand van het Oerbos van Białowieża.